# 13070 Шонконнері
13070 Шонконнері (13070 Seanconnery) — астероїд головного поясу, відкритий 8 вересня 1991 року.
Тіссеранів параметр щодо Юпітера — 3,449.